# Tiefer See (Maulbronn)
Der Tiefe See wurde zur Wasserversorgung des Klosters Maulbronn im Tal der Salzach direkt oberhalb des Klosters angelegt. Der See liegt in der Gemarkung der Stadt Maulbronn im baden-württembergischen Enzkreis.

## Geografie
Der Tiefe See ist einer von über 20 Seen, die die Mönche des Maulbronner Klosters anlegten, um die Wasserversorgung des Klosters sicherzustellen und um Fischzucht zu betreiben. Zudem wurden zahlreiche Wassergräben gebaut, die teilweise Wasserscheiden überquerten und so das Einzugsgebiet der Salzach vergrößerten. Innerhalb dieses Systems gehörte der Tiefe See zu den Speicherseen, die oberhalb des Klosters lagen und primär der Versorgung der Klostermühle dienten. Die meisten der Seen sind heute trockengelegt oder verlandet; neben dem Tiefen See sind noch der Aalkistensee, der Roßweiher und der Hohenackersee erhalten. Direkt oberhalb des Tiefen Sees lag im Tal der Salzach der deutlich kleinere, heute verlandete Binzensee (auch Bentzensee). Die Erhaltung des Wasserwirtschaftssystems war einer der Gründe, weshalb das Kloster Maulbronn in die Liste des UNESCO-Welterbes aufgenommen wurde.
Der rund 300 Meter lange und bis zu 90 Meter breite Tiefe See wird von der Salzach rund 3,4 Kilometer unterhalb deren Quelle durchflossen. Im anfänglich bis zu sieben Meter tiefen See haben sich Sedimente abgelagert; die heutige maximale Tiefe beträgt 3,5 Meter. Im Ostteil des Sees liegt eine recht ergiebige Quelle. Der See wird durch einen knapp 100 Meter langen und bis zu elf Meter hohen Erddamm aufgestaut. Die Seeseite des Damms ist mit kleinteiligen Steinen bedeckt. Zum direkt angrenzenden Klostergelände hin ist der Damm mit Steinen verkleidet.
Die Salzach verlässt den Tiefen See am Südende des Damms in einem Überlauf, stürzt eine Kaskade herunter und unterquert dann das Klostergelände im sogenannten Klosterkanal. Am Nordende des Damms befand sich der Einlauf zum Mühlkanal, der – von einem Fußweg überdeckt – dem nördlichen Zwinger des Klosters folgte, den Zwinger auf einem Aquädukt überquerte, die Klostermühle durchfloss und unterhalb des Klosterhofs westlich des Kameralamtsgebäudes wieder in die Salzach mündete. Ebenfalls am Nordende des Damms liegt der Grundablass, der an den nördlichen Zwinger anschließt.

## Geschichte
Die Anlage des Tiefen Sees dürfte zu den ersten Baumaßnahmen nach Gründung des Klosters Maulbronn 1147 gehört haben, da wegen des kleinen Einzugsgebiets der Salzach ein Wasserspeicher für den Betrieb der Klostermühle zwingend erforderlich war. Es sind zahlreiche Klagen über Wassermangel überliefert, wiederholt stand die Mühle in den Sommermonaten still. Die Lage des Speichersees oberhalb des Klosters sollte eine kontinuierliche Versorgung des Klosters mit Brauchwasser sicherstellen; auch bei anderen Zisterzienserklöstern wie Morimond, Fontenay, Bellevaux oder Maubuisson wurden derartige Seen angelegt.
2012 durchgeführte Untersuchungen der Seesedimente zeigten auf, dass die Sedimentation im frühen 15. Jahrhundert einsetzte. Dies kann darauf hindeuten, dass die Salzach zuvor unreguliert floss; ebenso ist möglich, dass der See anfänglich regelmäßig entschlammt wurde, wobei der Schlamm als Dünger verwendbar war.
Der Erddamm zum Aufstau des Tiefen Sees wurde mehrfach ausgebaut und erhöht. Ein 1409 ausgeführter Ausbau der Klostermühle setzt eine größere Stauhöhe des Sees voraus. Ältere Angaben zur Seefläche belaufen sich auf 1,26 (1561) und 2,60 Hektar (1797). Das heutige Erscheinungsbild des Damms wird maßgeblich geprägt von Ausbauten und Erneuerungen, die im 19. Jahrhundert durchgeführt wurden. Vermutlich wurde dabei nach Beschwerden des Mühlenpächters auch der Seespiegel nochmals angehoben.
Die Regulierung des Wasserspiegels erfolgte über sogenannte Bolzen (auch Polzen), unten in der Form eines Ventilstößels erweiterte Holzstücke, mit denen seeseitig die Abflüsse verschlossen wurden. Die Bolzen wurden durch als Bolzgestelle oder Galgen bezeichnete Bockkonstruktionen in ihren Positionen gehalten. Auf der im Kieserschen Forstlagerbuch enthaltenen Ansicht des Klosters von 1684 sind zwei Bolzgestelle dargestellt. Die Bolzen waren durch Vorhängeschlösser gesichert; über die Schlüssel verfügte in württembergischer Zeit das Kameralamt.
Laut Pachtverträgen unter anderem von 1811 sollte das Kloster im Fall einer Feuersbrunst mit Wasser aus dem Tiefen See und dem Roßweiher geflutet werden. Geplant war, den Grundablass des Tiefen Sees zu öffnen, so dass Wasser über den östlichen Klostergraben in den Klosterkanal floss. An der westlichen Klostermauer sollte das Wasser aufgestaut werden. Ziel war vor allem, eine Ausbreitung des Feuers durch Funkenflug zu verhindern; zudem sollte Löschwasser bereitgestellt werden. Es ist nicht bekannt, ob das Kloster jemals geflutet wurde.
Seit 1898 wird der Tiefe See als Badesee genutzt. In der Gegenwart wird der See von der Stadt Maulbronn als sogenanntes offenes Badegewässer betrieben. Die Badestelle ist durchgängig geöffnet; es wird kein Eintrittsgeld erhoben.